# Zwerg-Brakel
Das Zwerg-Brakel ist eine Hühnerrasse.

## Rassegeschichte
Versuche der Herauszüchtung fanden ab 1900 in Deutschland statt, mit einer Vorstellung in Dresden im Jahr 1927. In Holland wurde das Zwerg-Brakel 1933 aus der Großrasse und Sebright erzüchtet. Aus Silberbrakeln und schwarzen Deutschen Zwerghühnern entwickelte dann seit 1952 Friedrich Werthmann in Arnsberg die Zwerg-Brakel des heutigen Typs. 1957 wurde die Rasse der Silberfarbigen in die Standards aufgenommen.

## Beschreibung

### Form und Kopf
Der Körperrahmen wird oben durch die leicht abfallende Rückenlinie, die breiten Schultern und die volle Sattelpartie, unten durch die tief gehende Brust- und Bauchlinie gebildet. Der Schwanz wird hoch getragen. Beim Hahn findet man breite Sicheln und lange Steuerfedern. Die Schenkel sind im Gefieder verborgen und relativ kurz. Zum Kopfausdruck gehören die dunkelbraunen Augen mit den schwärzlichen Augenlidern. Der Einfachkamm hat 5 bis 6 Zacken. Der Hennenkamm neigt sich in der Blüte hinten zur Seite. Die Kehllappen sind mittelgroß, und die Ohrscheiben bläulich weiß.

### Besonderheiten
Eine aparte Bänderzeichnung auf silberweißem bzw. goldbraunem Hintergrund und die leichte Aufzucht bei richtigen Bedingungen machen das Zwerg-Brakel zu einer beliebten Hühnerrasse. Die Küken befiedern rasch. Gemäß der Legeleistung der Großrasse liefern auch die Zwerge viele Eier.

### Farbschläge
- silber einfachgesäumt
- gold einfachgesäumt